# Kazimierz Rybiński (zm. 1787)
Kazimierz Rybiński herbu Radwan (zm. 1787) – kasztelan kruszwicki w latach 1783–1784, podczaszy brzeskokujawski w latach 1772–1783, podczaszy inowrocławski w latach 1770–1772, podstoli bydgoski w 1770 roku.
Członek konfederacji Adama Ponińskiego w 1773 roku. Był posłem województwa brzeskokujawskiego na Sejm Rozbiorowy 1773–1775.